# Ramon Laguarta
Ramon Laguarta, né à Barcelone en Espagne, est un homme d'affaires qui devient président-directeur général de PepsiCo le 3 octobre 2018. 

## Études
Ramon Laguarta est titulaire d’une licence et d’un master en administration des affaires de l’ESADE Business School de Barcelone, obtenus en 1985. En 1986, il obtient également un master en gestion internationale de la Thunderbird School of Global Management, aux États-Unis.

## Carrière professionnelle

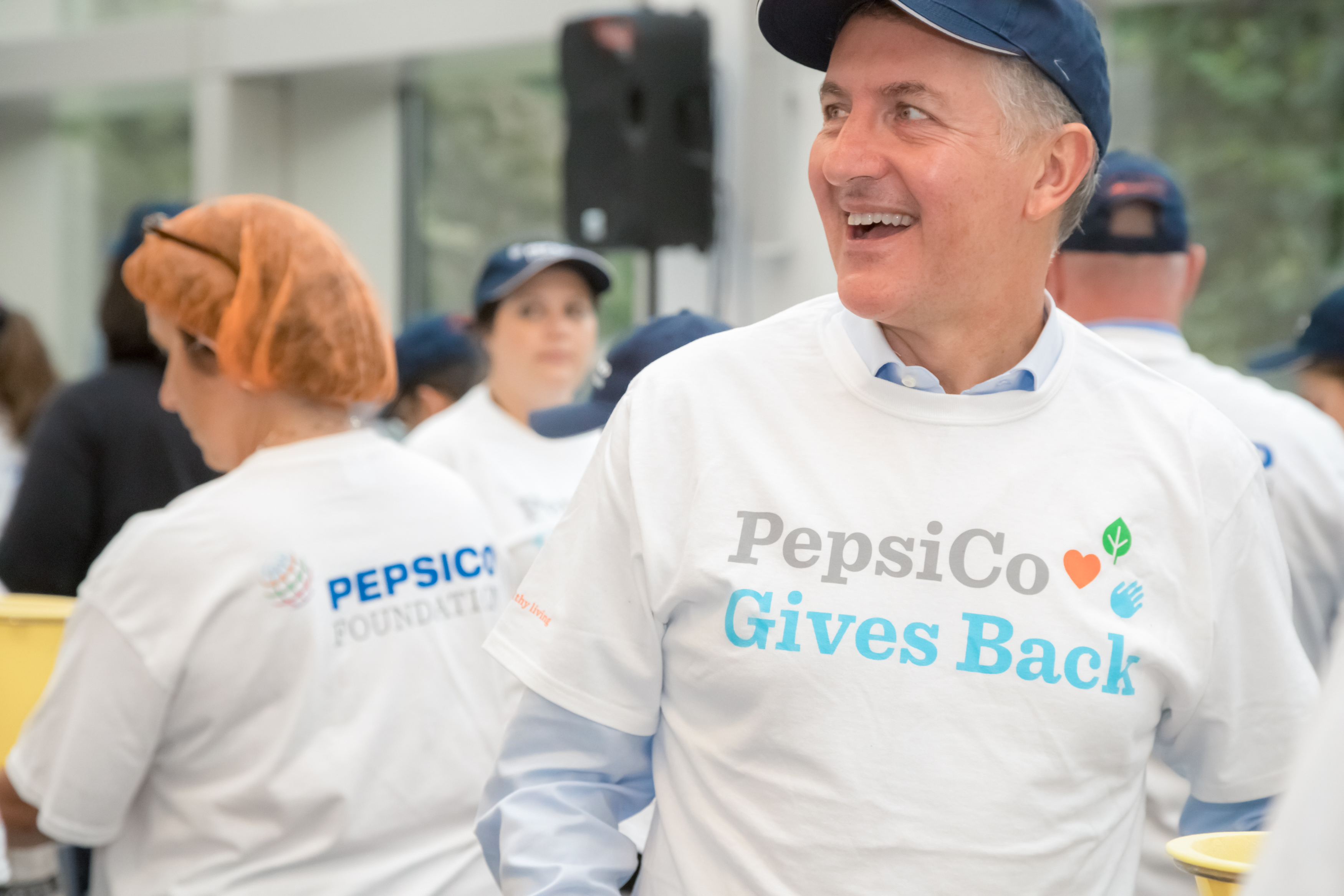
Ramon Laguarta, PDG de PepsiCo, portant un tee-shirt marqué PepsiCo Gives Back.

Il commence sa carrière professionnelle dans l'entreprise espagnole Chupa Chups puis rejoint le groupe PepsiCo en 1996.
Au sein de PepsiCo, il prend la tête des opérations en Europe et en Afrique Subsaharienne. Il travaille d'abord à l'expansion du portefeuille de marques et lance Pepsi Max en Europe (une version sans calories du Pepsi-Cola).
En 2010, il participe à l'opération d'acquisition de la société russe Wimm Bill Dann pour un montant de 5,4 milliards d'euros,.
En 2017, il est président de PepsiCo et devient le numéro deux du groupe.
Le 3 octobre 2018, il devient président-directeur général de PepsiCo et succède à Indra Nooyi.

## Vie personnelle
Ramon Laguarta nait à Barcelone en Espagne. Il est marié et a trois fils. Il parle anglais, espagnol, français, allemand, grec et catalan.